# Перевозное (Хакасия)
Перевозное — аал в Аскизском районе Хакасии.

## География
Находится на реке Абакан.

## Население
| 2002 | 2010 |
| ---- | ---- |
| 28   | ↗51  |

Основные занятия — промыслы, подсобное хозяйство.
Национальный состав — хакасы.